# Кребиль, Генри Эдуард
Генри Эдуард Кребиль (англ. Henry Edward Krehbiel; 10 марта 1854, Анн-Арбор — 20 марта 1923, Нью-Йорк) — американский музыкальный критик, переводчик, музыковед.

## Биография
Сын немецкого священника-методиста. С 1872 года изучал право в Цинциннати, однако затем посвятил себя музыкальной журналистике, в 1874—1880 годах сотрудничая в качестве музыкального критика с газетой «Cincinnati Gazette». После этого перебрался в Нью-Йорк и до конца жизни заведовал музыкальным отделом газеты «New York Tribune». Сотрудничал также с различными американскими журналами. Как музыкальный критик Кребиль горячо пропагандировал музыку Рихарда Вагнера, поддерживал Антонина Дворжака и Петра Ильича Чайковского на их пути к американскому слушателю.
Как музыковед Кребиль дебютировал в 1880 году книгой «Техника скрипичной игры», затем выпустил «Исследования вагнеровской драмы» (англ. Studies in the Wagnerian drama; 1891). Наибольшее историческое значение имеет работа Кребиля «Афроамериканские народные песни: Очерк по расовой и национальной музыке» (англ. Afro-American folksongs : a study in racial and national music), появившаяся в 1914 году и ставшая одним из первых исследований афроамериканского музыкального наследия. Популярностью пользовались и обращённые к массовой аудитории книги Кребиля, особенно посвящённые оперному искусству: «Главы об опере» (англ. Chapters of opera; 1908), «Книга опер» (англ. A Book of operas; 1909), «Вторая книга опер» (англ. A second book of operas; 1917), «Ещё главы об опере» (англ. More chapters of opera; 1919). Кроме того, важнейшим трудом Кребиля стало первое англоязычное издание биографии Бетховена, написанной Александром Уилоком Тейером (1921): Кребиль существенно отредактировал её, основываясь как на немецком издании, так и на оригинальной английской рукописи Тейера.
Кребиль перевёл на английский язык ряд оперных либретто, в том числе к «Виндзорским проказницам» Отто Николаи, «Манру» Игнаца Падеревского, «Директору театра» Вольфганга Амадея Моцарта. Кроме того, в переводе Кребиля вышли компиляции писем и других высказываний Моцарта и Бетховена, составленные в Германии Фридрихом Керстом; обе книжки и, в частности, труд Кребиля получили высокую оценку критики.